# Finály Gábor
Kendi Finály Gábor (Kolozsvár, 1871. október 31. – Budapest, 1951. április 16.) régész, pedagógus.

## Életpályája
1889–1893 között a Magyar Királyi Ferenc József Tudományegyetem Bölcsészettudományi Karának hallgatója volt. 1893-tól Kolozsváron oktatott. 1894-től az EKE választmányi tagja, és a Kolozs vármegyei osztály jegyzője volt. 1896–1913 között Budapesten a Barcsay főgimnnázium tanára volt. 1902-től a Székesfővárosi Osztály választmányi tagja volt. 1910–1914 között a Magyar Numizmatikai Társaság Numizmatikai Közlönyének mellékletét képező Magyar numizmatikai adattár szerkesztője volt. 1913–1932 között a Kölcsey Ferenc Gimnázium igazgatója volt. 1930-ban a tankerület vezetője is volt. 1932-ben nyugdíjba vonult.

### Munkássága
Tanári tevékenysége mellett elsősorban filológiai, földrajzi, numizmatikai és régészeti kutatásokkal foglalkozott. Különösen a magyar helynevek eredetét vizsgálta. Régészeti munkájában különösen a római tartományi régészettel foglalkozott. Egész életében a magyarországi latin nyelvű helységnevek összegyűjtésén dolgozott. Iskolaügyi, pedagógiai és archeológiai szaklapok munkatársa is volt. Régészeti kutatásainak eredményeiről nagyrészt az Archaeologiai Értesítőben számolt be. Elkészítette a római kori Magyarország térképét (Budapest, 1911).

## Családja
Szülei: Finály Henrik (1825–1898) egyetemi nyilvános, rendes tanár és Sebesi Anna (1846–1929) voltak. Három testvére volt: Finály Lajos (1870–1935) főfelügyelő, Finály György (1874–1920) orvostudor és Finály István (1876–1947) vízépítő mérnök.

## Művei
- Ásatások a római fórumon (Budapest, 1902)
- Hogy kell latinból magyarra fordítani? (Budapest, 1904)
- A Római Birodalom közigazgatása (Budapest, 1906)
- A kolozsvári szótár története (Budapest, 1908)
- Finály Henrik középkori magyar metrologiája (Budapest, 1908)
- Kolozsvár. 100 képpel (Budapest, 1910)
- Magyarország a rómaiak alatt című fali térkép magyarázata (Magyar Földrajzi Intézet, Budapest, 1912)
- Gimnáziumi latin alaktan. Az I. és II. osztály számára (Budapest, 1922)
- Gimnáziumi latin mondattan. Magyar mondattani alapon a III. és IV. osztály számára (Budapest, 1924)

## Cikkei
- Római utak a Dunán túl. In: Archeológiai Értesítő (1903)
- A római birodalmi limes fölkutatásáról Pannoniában. In: Archeológiai Értesítő (1905)
- A Gredistyei dák várak. In: Archaeológiai Értesítő (1916)

## Fordítás
- Ez a szócikk részben vagy egészben  a   Gábor Finály című német Wikipédia-szócikk ezen változatának fordításán alapul.  Az eredeti cikk szerkesztőit annak laptörténete sorolja fel. Ez a jelzés csupán a megfogalmazás eredetét és a szerzői jogokat jelzi, nem szolgál a cikkben szereplő információk forrásmegjelöléseként.